# Tanytarsus esakii
Tanytarsus esakii är en tvåvingeart som beskrevs av Tokunaga 1940. Tanytarsus esakii ingår i släktet Tanytarsus och familjen fjädermyggor.
Artens utbredningsområde är Marshallöarna. Inga underarter finns listade i Catalogue of Life.